# Egling an der Paar
Egling an der Paar là một đô thị in the district of Landsberg trong bang Bayern của nước Đức.